# Catscratch
Catscratch é uma série animada de televisão americana criada por Doug TenNapel (também conhecido por criar a série Earthworm Jim). Foi ao ar na Nickelodeon de 9 de julho de 2005 a 10 de fevereiro de 2007.

## Enredo
A série gira em torno de um trio de irmãos felinos antropomórficos. Depois que sua rica proprietária Edna Cramdilly morreu, ela deixou suas riquezas para eles, junto com um caminhão monstro enorme e ameaçador chamado Gear e um mordomo digno chamado Hovis. O programa comumente narra seus ricos estilos de vida e experiências cheias de ação, às vezes paranormais. Outros personagens incluem a doce jovem vizinha, Kimberly, por quem Gordon é obcecado, e os rivais competitivos dos gatos, Chumpy Chump Brothers.

## Personagens
- Mr. Blik o autodenominado gato de Bombaim como líder do grupo, que é confiante, mimado, ranzinza e vaidoso. Ele frequentemente se mete em grandes problemas e está sujeito a ferimentos de quase morte. O Sr. Blik tem orgulho de sua riqueza recém-herdada e gasta seu dinheiro em tudo e qualquer coisa que signifique respeito e poder. O Mr. Blik sempre insulta seus dois irmãos. Seus bordões são "Sim!" e "otários!". Ele é o mais velho dos três.
- Gordon Quid fala com sotaque escocês, embora não seja da Escócia, e afirma ser membro do clã Highland Quid. Ele tem uma queda por "Humana" Kimberly e adora cantar, o que regularmente irrita o Sr. Blik. Ele gosta de cozinhar receitas escocesas, que muitas pessoas consideram nojentas. Ele é provavelmente um gato Manx devido à sua pequena cauda e tem uma mancha laranja no olho direito. Ele é o mais baixo dos três, mais jovem que o Sr. Blik e mais velho que Waffle.
- Waffle é um gato estúpido e despreocupado com uma afinidade com seus muitos tritões de estimação. Suas frases de efeito são "Spleee!" ou "Woohoo!", e é facilmente fascinado por muitos itens simplistas do dia a dia. Waffle também gosta de fazer sons flatulentos com as axilas. Ele é um americano Curl cinza com orelhas longas e flácidas e uma longa cauda com listras escuras pervinca como sua orelha direita. Ele é o mais alto e o mais jovem dos três.